# Ocotea foetens
Ocotea foetens (soms wel stinklaurier genoemd) is een groenblijvende boom uit de laurierfamilie (Lauraceae). De soort is endemisch in Macaronesië, waar deze voorkomt op de Canarische Eilanden en Madeira.
De boom is herkenbaar aan de sterke geur, die vrijkomt bij beschadiging. De soort is een belangrijke component van het inheemse laurierbos.

## Naamgeving enetymologie
- Engels: Stinkwood
- Spaans: Til, Tilo

De soortaanduiding foetens is afgeleid van het Latijnse foetere (stinken).

## Kenmerken
Ocotea foetens is een groenblijvende boom, van 8 tot 30 m hoog. De stam is sterk vertakt en heeft een ruwe, onregelmatige en donkere schors. Het hout is donker en hard en rijk aan aromatische oliën, die bij beschadiging een karakteristieke geur afgeven. De jonge twijgen zijn dun, met een zachte, soms rood aangelopen schors. De bladeren zijn tot 12 cm lang en 5 cm breed, aan de bovenzijde glanzend donkergroen, leerachtig, ovaal tot lancetvormig, met een spitse top, gesteeld en voorzien van klieren in de bladoksels.
De plant is tweehuizig, de vrouwelijke en mannelijke bloemen vormen zich op verschillende planten. De bloemen van beide geslachten zijn klein en wit met groene en bleekgele vlekken, en zwak geurend.
De vruchten zijn harde, vlezige, tot 3 cm grote eikelvormige bessen, die aanvankelijk donkergroen en bij rijpheid zwart worden.
De plant bloeit van juni tot augustus.

## Habitat en verspreiding
Ocotea foetens is endemisch in Macaronesië, waar deze voorkomt op de westelijke Canarische Eilanden (La Palma, La Gomera, El Hierro, Tenerife en Gran Canaria) en Madeira.
De boom komt voor op humusrijke bodems in subtropische bossen met een hoge relatieve luchtvochtigheid. Hij is kenmerkend voor en abundant in het Canarische en Madeira-laurierbos (laurisilva) en komt daar voor in het gezelschap van Laurus novocanariensis, Laurus azorica, Persea indica, Ilex canariensis en Apollonias barbujana.

## Belang
Ocotea foetens werd door de Bimbaches, de oorspronkelijke inwoners van El Hierro in de Canarische Eilanden, als een heilige boom beschouwd.
De bessen worden gegeten door wilde duiven, zoals de Trocazduif (Columba trocaz) op Madeira en Bolles laurierduif (Columba bollii) op de Canarische Eilanden.